# Этнические чистки и погромы в ходе армяно-азербайджанской войны (1918—1920)
Армяно-азербайджанская война (1918—1920) — кровопролитный вооружённый конфликт между азербайджанскими и армянскими общинами Закавказья с участием Азербайджана и Армении, начавшийся после развала Российской империи и продолжившийся вплоть до первых месяцев установления советской власти. Конфликт, проходивший, главным образом, за контроль этнически смешанных районов Елизаветпольской (Гянджинской) и Эриванской губернии, сопровождался массовыми этническими чистками и вспышками насилия с обеих сторон.

## Причины
Автор 1000-страничной работы, посвящённой изучению этнических конфликтов во время Гражданской войны в России (в т.ч. армяно-азербайджанского), российский историк В. П. Булдаков высказывает своё мнение о причинах погромов на национальной почве. Так, рост агрессивности происходит по схеме, называемой в физике «экстремальным ростом малых возмущений», при котором активизируются как устойчивые негативные этнопредставления, так и ситуационные опасения. Согласно Булдакову, именно это происходило в Закавказье и на Северном Кавказе — типичном регионе многомерной конфликтности. Среди общероссийских причин погромов, им отмечается наследие империи, которая делает людей завистливыми, а народы эгоистичными. Также Булдаков указывает на то, что часто с погромом связывают желание пограбить; в то время как этот фактор всегда сопровождает погромы, для этнического погрома ещё и свойственно не только присвоение, но и «ритуальное» разрушение чужого.
Азербайджанский (формирование азербайджанского этноса завершился в основном к концу XV века) и армянский народы к моменту распада империи имели глубокий социальный антагонизм, идущий корнями в XI век; к тому же между армянами и азербайджанцами была взаимная неприязнь на этнической, политической и религиозной почве (см. подробнее предысторию и причину конфликта в основной статье).
Часто причины погромов и этнических чисток были довольно конкретными. Например, армяне устраивали этнические чистки против азербайджанцев в Даралагезе для размещения армянских беженцев из Турции и гомогенизации населения Армении; политика «реарменизации» была и в Зангезуре. Антиармянские погромы со стороны азербайджанцев в Акулисе были ведомы беженцами из Зангезура, сентябрьские погромы в Баку в 1918 году также связывают с желанием отомстить за Мартовские события. Антиармянские погромы в 1920 году в Шуше и уездах Бакинской губернии связаны с настроениями местных азербайджанцев по поводу антиазербайджанского восстания армян в Карабахе.

## Описание этнических чисток по регионам

### Этнические чистки в Азербайджане

#### Мартовская резня в Баку и последующие погромы в уездах
Подробнее о Мартовских событиях, см. в соответствующей статье
В марте 1918 политическое и этническое напряжение в Баку вылились в вооружённое противостояние, которое переросло в резню азербайджанцев со стороны вступивших в союз с большевиками дашнаков.
15 июля 1918 г. постановлением Совета Министров АДР была создана Чрезвычайная Следственная Комиссия (ЧСК), «для расследования насилий, произведённых над мусульманами и их имуществом в пределах всего Закавказья со времени начала Европейской войны». Собранные ЧСК материалы к августу 1919 г. составляли 36 томов и 3500 страниц. 6 томов, 740 страниц из них отражали насильственные акты, произведённые над мусульманским населением города Баку и его окрестностей.
Согласно итогу расследования по Баку, 31 марта на почве национальной ненависти армяне устроили резню с особой жестокостью, как то насилованием женщин, отрезанием у них грудей, бросанием живыми в огонь, подниманием грудных детей на штыки и т.п., похитили у населения имущества на 400 миллионов рублей и полностью разрушила некоторые кварталы, как то Мамедли.
За резнёй Баку и установлением в городе советской власти последовало установление контроля и над уездами Бакинской губернии. Так, в Кубинском уезде армянский военачальник Амазасп начал боевые действия с целью «уничтожить всех мусульман от моря (Каспийского) до Шахдага». Отряд Амазаспа сжёг Кубу и разорил 122 мусульманских селения. Согласно расследованию азербайджанской Чрезвычайной следственной комиссии, 1 мая отряд Амазаспа обстрелял Кубу из артиллерии, а затем приступил к избиению мусульманского населения, причём, сообщалось, что при этом армяне «врывались в дома и убивали целые семьи, не щадя грудных детей, которых расстреливали или зарубали кинжалами на грудях матерей». Сообщалось об убийстве двух тысяч человек, сожжении 105 домов и построек, похищения имущества на 4 с половиной миллионов рублей и изнасиловании 100 женщин. Согласно данным ЧСК, Амазаспа в Кубу послал С. Г. Шаумян без согласования с остальными комиссарами Бакинской коммуны для установления советской власти, а сам Амазасп желал отомстить за убийство армян двумя неделями ранее. Большевистская пресса по-своему описывала эти события (согласно Булдакову, часто путая желаемое и действительное). Согласно ей, до прихода советских войск «бекскими отрядами» якобы «было вырезано всё христианское и часть еврейского населения города» и, что под впечатлением от вида «обезображенных трупов», солдаты советских войск занялись поиском «разбойников» и стали «поджигать бекские дома», при этом «в неразберихе пострадали и мирные жители».
В Шемахе, согласно докладу азербайджанской Чрезвычайной следственной комиссии, подписанной А. Ф. Новацким, город в конце марта был окружён армянами и молоканами, после чего захвачен; произошла резня мирного населения. Затем Шемаха была взята мусульманскими войсками, но через четыре дня им пришлось оставить город, и он второй раз попал в руки погромщиков, причём, бесчинства были ещё хуже. По данным ЧСК, армянские банды отличались зверством, «мужчин разрубали саблями», сжигали живьём, у женщин отрубали руки и головы, чтобы снять украшения. При этом, согласно большевистским газетам, частями Дикой дивизии, сражавшихся в Шемахе с частями Бакинской коммуны также проводились этнические чистки — было вырезано две тысячи армян.
Данные о масштабе и количестве жертв разнятся, так о количестве жертв только в самом городе Баку приводятся данные до 12—13 тысяч. Сам Шаумян признавал, что в течение 2 дней армянами было убито 3,000 человек. По мнению историка Майкла Ньютона, количество гражданских жертв среди азербайджанских и других мусульманских народов в Баку и его окрестностях оценивается от 12 до 30 тысяч. Американский историк Одри Альштадт ссылается на Джамиля Гасанлы («Русская революция и Азербайджан: Трудный путь к независимости», с. 100—136), отмечая детальность книги, и указывает число жертв в Баку и уездах в 20—30 тысяч мусульман. ЧСК Азербайджана оценивала количество убитых в Баку в 11 тысяч.

#### Последующие события
Начавшееся 10 июня 1918 года наступление на Гянджу войск Бакинской коммуны, состоявшее в основном из армян, сопровождалось грабежом и убийствами мусульманского населения. Как указывает Булдаков, закавказские большевики, которые были далеки от идейного и политического чистоплюйства, пользовались услугами дашнакских отрядов. Азербайджанские источники сообщали, что Т. Амиров, возглавивший «красную социалистическую армию», вырезал «до 6 тысяч мусульманской бедноты в Баку», а «ублюдок Степа» с дашнакскими отрядами «очистил ряд кварталов от азербайджанской интеллигенции». Порой мусульмане, доверившись большевикам, разоружилась, но становились жертвами погромов со стороны армянских соседей.
В то же время, из Гянджи выступила Кавказская исламская армия (см. Германо-турецкая интервенция в Закавказье и Битва за Баку) с целью установления контроля над Баку. Наступление на Баку также сопровождалось погромами. Так, согласно газете «Кавказское слово», в ночь с 4 на 5 июля «турецкие войска совместно с азербайджанскими бандами» окружили село Ареш (Арешский уезд), подвергли его окрестности бомбардировке и потребовали разоружения жителей. Командир турецкого отряда потребовал 800 винтовок, но когда выяснилось, что армяне сдали лишь 150 ружей и два пулемёта, обстрел продолжился, «деревню подожгли, крестьян вырезали». Сообщалось, что в течение следующих 2-3 дней подверглись поджогу и резне Грдачул, Чапагбулак, Церик, Тосик и ещё семь селений. В Геокчайском уезде было уничтожено 6 армянских селений, в Нухинском уезде — четыре. Сообщалось, что армянские крестьяне разбегаются.
Вскоре, военные действия обернулись против бакинских войск, и 14 сентября Баку был захвачен Кавказской Исламской армией. За взятием Баку последовала трёхдневная резня армян азербайджанцами с участием османской армии в качестве мести за мартовские события. Согласно британскому специалисту по исследованию геноцидов Дональду Блоксхэму, мало сомнений в намерении османской армии убивать всех армян, продолжая геноцид 1915 года, но предыстория резни очень запутана ввиду обоюдной резни в 1905 и массового уничтожения азербайджанцев в марте 1918. Согласно некоторым оценкам было убито 30 000 армян. Согласно американскому историку Фирузу Каземзаде, данные о количестве жертв были очень завышенными, учитывая то, что официальные данные специального Армянского исследовательского комитета не превышали 9 тысяч.
После резни армян армянский дипломат в Тифлисе Джамалян направил ноту протеста представителю Азербайджана в Грузии Джафарову, обвиняя правительство последнего в резне 25—30 тысяч армян в Баку и требуя жестокого наказания виновников. Джафаров ответил, что азербайджанское правительство всегда желало жить в мире с соседями, а резня в сентябре была спонтанной местью за убийство около 10 тысяч азербайджанцев армянами. Он также опровергнул данные о том, что правительство Азербайджана не наказала виновных. 100 человек были признаны виновными и казнены.
В Бакинской губернии погромы армян произошли также весной 1920 года в качестве реакции на армянское восстание в Карабахе. Были разрушены три последних армянских сёл Нухинского уезда — Варташен, Джалут и Нидж — в празднество Святого Григория Просветителя. Выжившие бежали в горы за армянскими сёлами уезда. В великую субботу и на Пасху погрмощиками были атакованы армянские сёла Геокчайского и Шемахинского уездов, спровоцировав новую волну беженцев в сторону границ Грузии. Погромы вызвали протесты армянских депутатов. Премьер-министр Усуббеков, председатель ЦК партии Мусават Расулзаде и министр иностранных дел Хойский уведомили армянскую сторону о восстановлении порядка. Усуббеков, признавая погромы, указал, что они совершены азербайджанскими беженцами из Армении, обвинив армянское правительство в провоцировании восстания в Карабахе, которое и привело к погромам. Хан Хойский сообщил послу Армении Мартиросу Харутюняну, что будет создан комитет для расследования погромов, жизнь и собственность армян будет под охраной; также Хойский заявил о том, что дороги будут открыты и армянским беженцам будет дана возможность отправиться в Армению.

### Этнические чистки в Армении и Шарур-Нахичевани
Армяно-азербайджанский конфликт в Шарур-Нахичеванском и Ведибасарском регионах, на фоне которого происходили этнические чистки в соответствующих регионах, описан в основной статье, в разделе Противостояние в Шарур-Нахичевани
В Армении (Эриванской губернии) дашнаками проводились этнические чистки, в первую очередь против азербайджанцев из Новобаязетского, Эриванского, Эчмиадзинского и Шаруро-Даралагезского уездов.
Как указывает американский историк Джастин Маккарти, до войны мусульмане Эриванской губернии составляли значительную часть населения, почти столько, сколько армяне.
Как указывает историк Бенджамен Либерман, на фоне армяно-мусульманских столкновений турецкие офицеры, в частности Кязым Карабекир, обвиняли армян в целеустремлённом уничтожении мусульман (азербайджанцев и курдов). Британский полковник А. Роулинсон был назначен в Закавказье, чтобы определить правдивость утверждений турецкой стороны, и по крайней мере один раз видел «значительную колонну» мусульманских беженцев, спасавшихся от армян. По его сведениям, и армяне, и мусульмане говорили о мести и массовых убийствах по отношению друг к другу. Так, на встрече армянских генералов в Карсе в июле 1919 командиры предсказали насилие над мусульманами. В то же время курдские вожди выразили Роулинсону желание отомстить армянам и то, что они отказываются жить под армянским правлением. Один из курдских вождей сказал, что «перережет глотку каждому армянину, которого встретит». Карабекир информировал османское Министерство обороны, что «Роулинсон, похоже, осознаёт, что мы сохраняем свою сдержанность, борясь c армянским насилием».
Другие посетители Республики Армения также говорили о том, что страна зарубцована этническими и религиозными войнами. Оливер Уордроп, британский верховный комиссар в Закавказье, писал, что межэтническая война обезлюдила края и в 20 милях от Севана опустошённые дома «лежат в руинах в результате кровопролитного конфликта между татарами и армянами». В апреле 1920 Бечхофтер охарактерезовал Армению, как страну, разрушенную войной, ландшафт которой составляют разрушенные сёла.
Как указывает Джастин Маккарти со ссылкой на американских оперативников разведки и дипломатических представителей, нападения на азербайджанские села и убийства азербайджанцев армянскими войсками были обычным явлением; премьер-министром Армении в разговоре с Брайеном, американским офицером связи при Верховной комиссии Союзников в Армении эти события были охаректеризованы как «морение голодом до подчинения». В Лондоне Лорд Керзон отчитал армянскую делегацию на «глупые и непростительные действия их соотечественников на северо-восточной границе Армении», перечислив массовые убийства в том регионе. В рапорте американской разведке от 31 декабря 1919 года сообщалось уничтожение всех сёл Ведибасарского региона за исключением Боюк-Веди и готовящемся нападении Дро на Шарур-Нахичевань.
Турецкие доклады оценивали разрушения на конец 1919 года в от 91 (данные Мусульманского консульства Карса) до 199 (данные турецкого правительства) разрушенных сёл в Эриванской губернии; при этом в официальном протесте Республики в марте 1920 по поводу этнических чисток в Армении с уничтожением местного населения было разрушено до 300 сёл. Официальный протест также выразил Иран. В Армении против резни протестовала эсеровская фракция Парламента (отрывок переведён из вторичного источника с английского): 

Председателю Парламента:

Мы просим Вас сообщить министру внутренних дел следующий запрос: Известно ли министру о том, что в течение последних трёх недель на территории Армянской Республики в границах Эчмиадзинского, Эриванского и Сурмалинского уездов большое количество татарских сел, в том числе Пашакенд, Такярли, Курух-Гиюн, Улалык Тайшухурского общества, Агверен, Далелар, Пурпус, Алибек Арзакендского общества, Джан-Фида, Керим-Арч, Агджар, Игдалу, Кархун, Келани-Аролтх Эчмиадзинского уезда были очищены от татарского населения и преданы грабежу и резне? Что местная полиция не только не предотвратила это, но и приняла участие в грабеже и резне; что эти события оставили отпечаток на местном населении, которое относится с отвращением к этим погромам, и, желая жить в мире со своими соседями, требует, чтобы преступники, которые еще не понесли наказание, были преданы суду и наказаны?
Кроме того, эсеры описали резню азербайджанцев на территории Армении в своей газете «Знамя революции».
Согласно рапорту зангезурского уездного начальника от 12 сентября 1918 года, армяне под предводительством одного из «полководцев Армянской республики» разгромили Шарур-Даралагезский район и предупредили мусульманское население о необходимости очистить 9-й участок для армян-беженцев из Турции. Практика замены мусульманского населения важных районов на армянских беженцев упоминается и в других источниках.
В Сурмалинском уезде армянскими вооружёнными силами 17 сентября 1919 года были разрушены сёла Оба и Яйджы, затем по обе стороны реки Аракс было разрушено до 30 мусульманских селений, не способных защитить себя. Авторитетные представители беженцев сообщали, что половина населения было вырезано, более 500 женщин было угнано. По сообщениям уполномоченных представителей Азербайджана в Эривани Али-хана Макинского и доктора Ганизаде, 13 тысяч беженцев в Эривани и 50 тысяч беженцев в других регионах Армении были в бедственном положении и им требовалась помощь. Азербайджан направил ноту протеста Армении и представителям Союзников; в ответ, полковник Хаскель обещал создать комиссию по расследованию положения мусульман в Эчмиадзинском и Сурмалинском уездах. При этом, армянская сторона не препятствовала помощи мусульманским беженцам; деньги, посланные в Эривань через представителя Армении в Азербайджане Бекзадяна, распределялось среди пострадавших мусульман.
Согласно турецким данным, 6 февраля 1920 года армянским отрядом в 200 человек было разгромлено село Гаргабазар; 40 человек было убито, остальные бежали. Отправляющиеся на поезде в Гянджу с удостоверением от представителя Азербайджана в Армении азербайджанцы в количестве 500 человек были остановлены в Гюмри и расстреляны.
Нахичеванский регион также стал одним из центров этнических столкновений. Так, как и в Зангезуре и Карабахе, боевики Андраника, не признавшего условия Батумского договора, в 1918 году начали вырезать и изгонять азербайджанцев из Нахичевани. Действия Андраника указываются в телеграмме армянского генерала Фома Назарбекова председателю Независимой Армянской комиссии в Александрополе:

Пожалуйста, проинформируйте турецкого командующего, что Андраник и вся его часть, которые не подчиняются моим приказам и были уволены со службы, совершают действительно жестокие действия против населения Нахджуванского [ sic ] региона.
После того как Андраник был выбит из Аракской долины совместными усилиями турок и азербайджанцев, около 100 тысяч армян бежали из контролируемого турками региона.
Согласно Джастину Маккарти, погромы азербайджанских сёл также происходили после установления армянского генерал-губернаторства в Шарур-Нахичевани; так, был уничтожен ряд сёл вдоль железной дороги с помощью артиллерии и пулемётов. Этнические чистки закончились с восстанием азербайджанцев летом 1919 года.
Это восстание сопровождалось этническими чистками и погромами с обеих сторон. Так, армянскими войсками, расположенными в Ширазлу, были разгромлены соседние мусульманские села Шидли, Халса, Овшар, Джаткран, Каралар, Кичик-Веди, Шихлар и часть селения Али-Мамедли. В то же время азербайджанскими повстанцами были разгромлены села Ярымджа, Гюльтапа, Кяримбек-диза, Кулибек-диза, Алагяз-Марза, Дидивар и Назарабад; кроме того были убиты армянские пациенты и раненные солдаты в американском госпитале в Нахичевани.
Несколькими месяцами позже произошла вспышка антиармянского насилия в уже независимом от армян Шарур-Нахичевани. В декабре 1919 года произошли погромы над армянами Гохтна, армянонаселённой части Нахичеванского региона недалеко от Ордубада. 17 декабря 1919 года Нижний Акулис, а 24 декабря — Верхний Акулис были уничтожены обозлённым мусульманским населением, состоявшим из местных и беженцев из Зангезура.

### Этнические чистки в Зангезуре
Военные действия, на фоне которых происходили этнические чистки в Зангезуре, описаны в основной статье, в разделах Противостояние в Зангезуре и Армяно-азербайджанская мирная конференция
Прибывший в Зангезур из Нахичевани летом 1918 года армянский генерал Андраник выделился разрушением азербайджанских селений и уничтожением их населения. Ричард Ованнисян описывает его действия как превращение Зангезура в чисто армянскую землю, схожее утверждение делал и Александр Хатисян, премьер-министр Армении. Согласно сообщению зангезурского уездного начальника, вскоре после ухода англо-французской делегации (о причинах её прибытия, см. основную статью) армяне напали на села мусульманское село Шабадия и другие селения 5-го участка уезда. Попавший к азербайджанцам в плен армяне, по его словам заявили, и, что по плану Андраника «всё до реки селения» решено присоединить к Армении. По их показаниям, уклоняющихся от боя армян Андраник вешал. Согласно сообщением зангезурского уездного начальника, бывали случаи, когда армяне просили Андраника разрушить те или иные сёла — так, например, согласно его сообщению от 12 сентября, были разгромлены селения Рут, Дарабас, Агаду, Вагуду, а также подожжены Ариклы, Шюкюр, Меликлы, Пулкенд, Шаки, Кизилджыг, мусульманская часть Каракилисы, Ирлик, Пахлилу, Дарабас, Кюртляр, Хотанан, Сисиан и Забаздур, при этом было убито 500 мужчин, женщин и детей. Как указывает Дональд Блоксхэм, Андраник не смог распространить свою политику на Карабах только благодаря британскому вмешательству. Итогом действий Андраника, по оценке немецкого историка Йорга Баберовски, было изгнание из Зангезура 50 тысяч мусульман, убийство 10 тысяч, и разрушение 100 сёл. При этом, как указывает В. П. Булдаков, нужно учитывать то, что с Андраником мусульмане связывали любые преступления армянских боевиков, в то время как Андраник не имел контроля над многочисленными армянскими полевыми командирами.
Андраником было приведено 30 тысяч армянских беженцев из Восточной Анатолии. Некоторые из них остались в Зангезуре, но по приказу армянского военного министра Тер-Минасяна многие из них были поселены на месте изгнанных азербайджанцев Эривани и Даралагеза для гомогенизации ключевых областей Армении. Один из фидаинов осторожно назвал это этническими чистками. Вслед за Андраником, «реарменизацию» Зангезура продолжил Гарегин Нжде. В Зангезуре продолжились этнические чистки против азербайджанцев и после мирного соглашения 23 ноября 1919 года. Согласно архивным документам, указывает, что из 4-тысячного населения Шабадана, Пирдова, Атгыза и Охчу лишь 261 человек выжили и нашли убежище в Ордубаде.

### Этнические чистки в Карабахе
Армяно-азербайджанский конфликт в Карабахе, на фоне которого происходили указанные этнические чистки, описан в основной статье, в разделах Противостояние в Карабахе и Война в марте—апреле 1920 года
5 июня регулярные азербайджанские части, контролировавшие предместья Шуши, разграбили и сожгли село Кайбаликенд, многие жители деревни были убиты. По данным британского офицера, из 700 жителей селения в живых осталось лишь 11 мужчин и 87 женщин и детей. После этого нападавшие атаковали небольшие соседние деревни Киркиджан, Джамилли, Пахлул и некоторые другие более удалённые. Другой английский офицер убедил 200 курдских всадников прекратить нападения, утверждая, что приказ исходит от Султанова. Когда через несколько дней столкновения прекратились, деревни лежали в руинах, около шестисот армян было убито.
После армянского восстания в Шуше в марте 1920 азербайджанский гарнизон и местные жители сожгли армянский квартал и убили 500 человек.
В северном Карабахе (Гюлистанский магал) азербайджанским ополчением между 23 и 3 апреля были сожжены и разграблены армянские сёла Гянджинского уезда, как то Енгикенд, Парис (Борисы армянские), Эркедж, Хархапут, Нижний и Верхний Агджакенд. 3 апреля жители села Сулук были выманены азербайджанской жандармерией под предлогом выведения в Гянджу, однако жандармерия в определённый момент отделилась от каравана, а сулукцы были перебиты азербайджанским ополченцами в ущелье. Выжившие сулукцы спаслись в Еленендорфе. 8 апреля 417 сулукцев и ряда других армянских высокогорных сёл пробрались в армянский квартал Гянджи.

## Итоги
В результате этнических чисток 1918—1920 гг. изменилась этнографическая карта Закавказья. Населённые армянами территории в Азербайджане обезлюдели или были заселены азербайджанцами и курдами.  Согласно Н. Г. Волковой, в Шемахинском уезде были убиты 17 тыс. армян в 24 сёлах, в Нухинском уезде — 20 тыс. армян в 20 селех; аналогичная картина наблюдалась в Агдаме и Гяндже. Как указывает Н. Г. Волкова, армяне уцелели только в тех районах, куда не проникли мусаватисты: в Казахском, Елисаветопольском и Джеванширском уездах. В Армении населенные азербайджанцами районы, как выразилась Н. Г. Волкова, также опустели. Дашнаки проводили этническую чистку азербайджанцев в Новобаязетском, Эриванском, Эчмиадзинском и Шаруро-Даралагезском уездах.
Масштабы изменения этнического состава Н. Г. Волкова показывает на примере Зангезурского уезда (охватывал также территории современных Лачинского, Зангеланского и Кубатлинского районов Азербайджана): В 1897 году из 137,9 тыс. населения здесь жило 63,6 тыс. армян (46,2 %), 71,2 тыс. азербайджанцев (51,7 %), 1,8 тыс. курдов (1,3 %). По данным сельскохозяйственной переписи 1922 года, население отошедшей к Армении части Зангезура насчитывало 63,5 тыс. человек, в том числе 56,9 тыс. армян (89,5 %), азербайджанцев 6,5 тыс. (10,2 %), русских 0,2 тыс. (0,3 %).
Джастин Маккарти, сравнивший данные Российского статистического ежегодника 1915 года по населению 1914 года и данные всесоюзной переписи 1926 года, пришёл к выводу, что в результате этнических чисток 180 тысяч человек, 2/3 мусульманского населения Эриванской губернии, были вырезаны или изгнаны.
Шуша так и не оправилась от антиармянского погрома. Если в 1897 году в городе проживало 25,881 человек (14,436 армян  и 10,785 азербайджанцев), то в 1926 году 5,104, из них всего 91 армянин. Даже в 1959 году население города составляло всего 6,117 человек.
Война привела к большому количеству беженцев-мусульман. Так, согласно подсчётам Джастина Маккарти, в 1922 году в Османской империи находилось 272704 беженцев из Закавказья, с учётом же погибших до 1922 года, количество беженцев может достигнуть 400 тысяч.
В результате войны также сильно пострадали азербайджанские кочевники. Согласно докладу Газанфара Мусабекова на II Съезде Советов Азербайджанской ССР 29 апреля 1922 года, кочевники 4 года из-за армяно-азербайджанской войны не могли получить доступ к горным пастбищам, в результате чего большое количество людей и скота погибло от малярии.

## Комментарии
1. ↑  Как указывает Булдаков, «армян на Кавказе не любили практически все», но «наиболее острый характер приняла вражда между ними и азербайджанцами»[5].
2. ↑  В середине апреля, по сообщению Чрезвычайной следственной комиссии, в Кубу прибыл представитель большевиков Д. Геловани с отрядом в 187 человек. Он объявил себя Кубинским уездным комиссаром и освободил из тюрьмы около 200 армян, «убедившись, что им никакая опасность не угрожает со стороны мусульман», однако вскоре должен был покинуть Кубу из-за противодействия лезгин. Геловани взял с собой всех христиан, при этом при отступлении, по данным ЧСК, было убито несколько армян[12].
3. ↑  Имеется в виду Татевос Амиров, в дальнейшем расстрелянный в числе 26 бакинских комиссаров.
4. ↑  Имеется в виду Степан Лалаев, который считался главой армян ещё в 1905 г. и отличался жестокостью[29]. В дальнейшем осуждён азербайджанскими властями и умер в 1919 г. в гянджинской тюрьме.
5. ↑  Статья «Партия Дашнакцутюн в деле» из эсерской газеты «Знамя революции» была отправлена с рядом других материалов сэром Оливером Уордропом Форин-офису 2 ноября 1919 года в рапорте о ситуации в Закавказье. (F.O. 371-3660, no. 157887, Wardrup to His Majesty’s Principal Secretary of State for Foreign Affairs, Tiflis, 2 November 1919)
6. ↑  по всей видимости, азербайджанского